# Ta'al
|  | Per a altres significats, vegeu «Volcà Taal». |

El Moviment Àrab de Renovació (àrab: الحركة العربية للتغيير, al-Ḥaraka al-ʿArabiyya li-t-Taḡyīr), conegut pel seu acrònim hebreu com a Ta'al (hebreu: תע"ל‎), és un partit polític àrab israelià dirigit per Ahmad Tibi. El partit es va presentar en una llista conjunta amb Hadaix en les eleccions de 2003. En les eleccions de 2006 el partit va participar en una llista conjunta amb la Llista Àrab Unida.
El 12 de gener de 2009, Ta'al va ser desqualificat de les eleccions israelianes de 2009 pel Comitè Electoral Central, segons Ahmad Tibi per l'Operació Plom Fos. Vint-i-un membres del comitè van votar a favor de la seva desqualificació, amb vuit membres que van votar en contra i l'abstenció de dos membres. Però el 21 de gener, el Tribunal Superior de Justícia d'Israel va anul·lar la decisió del Comitè per majoria.
De cara a concórrer a les eleccions legislatives d'Israel de 2015 uniren forces amb les formacions àrabs Hadaix, Llista Àrab Unida i Balad, que es presenten per primera vegada plegats des de la creació de l'Estat d'Israel amb el nom de Llista Conjunta, que aconseguí 13 escons. Aquesta coalició participà en totes les eleccions legislatives entre 2015 i 2021 excepte en les de d'abril de 2019. El febrer de 2021 la Llista Àrab Unida ja havia abandonat la coalició, que es trencà definitivament el setembre de 2022 quan faltaven molt poques hores per la presentació de les llistes electorals per a les eleccions de 2022. En aquestes eleccions, Ta'al es presentà amb Hadaix.

## Resultats electorals
| Any      | Líder      | Vots                    | %                       | Escons  | +/– | Govern            |
| -------- | ---------- | ----------------------- | ----------------------- | ------- | --- | ----------------- |
| 1996     | Ahmad Tibi | 2,087                   | 0.07 (#19)              | 0 / 120 | =   | Extraparlamentari |
| 1999     | Ahmad Tibi | Dins de Balad           | Dins de Balad           | 1 / 120 | 1   | Oposició          |
| 2003     | Ahmad Tibi | Coalició Ta'al-Hadaix   | Coalició Ta'al-Hadaix   | 1 / 120 | =   | Oposició          |
| 2006     | Ahmad Tibi | Coalició Ta'al-Ra'am    | Coalició Ta'al-Ra'am    | 1 / 120 | =   | Oposició          |
| 2009     | Ahmad Tibi | Coalició Ta'al-Ra'am    | Coalició Ta'al-Ra'am    | 1 / 120 | =   | Oposició          |
| 2013     | Ahmad Tibi | Coalició Ta'al-Ra'am    | Coalició Ta'al-Ra'am    | 1 / 120 | =   | Oposició          |
| 2015     | Ahmad Tibi | Dins la Llista Conjunta | Dins la Llista Conjunta | 1 / 120 | =   | Oposició          |
| Abr 2019 | Ahmad Tibi | Coalició Ta'al-Hadaix   | Coalició Ta'al-Hadaix   | 2 / 120 | 1   | Anticipades       |
| Set 2019 | Ahmad Tibi | Dins la Llista Conjunta | Dins la Llista Conjunta | 2 / 120 | =   | Anticipades       |
| 2020     | Ahmad Tibi | Dins la Llista Conjunta | Dins la Llista Conjunta | 3 / 120 | 1   | Oposició          |
| 2021     | Ahmad Tibi | Dins la Llista Conjunta | Dins la Llista Conjunta | 2 / 120 | 1   | Oposició          |
| 2022     | Ahmad Tibi | Coalició Ta'al-Hadaix   | Coalició Ta'al-Hadaix   | 1 / 120 | 1   | Oposició          |